# Desmiphora compta
Desmiphora compta är en skalbaggsart som beskrevs av Martins och Maria Helena M. Galileo 2005. Desmiphora compta ingår i släktet Desmiphora och familjen långhorningar. Inga underarter finns listade i Catalogue of Life.